# Palmona Park
Palmona Park és una concentració de població designada pel cens dels Estats Units a l'estat de Florida. Segons el cens del 2000 tenia 1.353 habitants.

## Demografia
Segons el cens del 2000, Palmona Park tenia 1.353 habitants, 541 habitatges, i 326 famílies. La densitat de població era de 629,4 habitants/km².
Dels 541 habitatges en un 31,4% hi vivien nens de menys de 18 anys, en un 34,8% hi vivien parelles casades, en un 15% dones solteres, i en un 39,6% no eren unitats familiars. En el 30,3% dels habitatges hi vivien persones soles el 9,6% de les quals corresponia a persones de 65 anys o més que vivien soles. El nombre mitjà de persones vivint en cada habitatge era de 2,5 i el nombre mitjà de persones que vivien en cada família era de 3,04.
Per edats la població es repartia de la següent manera: un 26,6% tenia menys de 18 anys, un 10,3% entre 18 i 24, un 30,3% entre 25 i 44, un 21,1% de 45 a 60 i un 11,6% 65 anys o més.
L'edat mediana era de 34 anys. Per cada 100 dones de 18 o més anys hi havia 114,5 homes.
La renda mediana per habitatge era de 22.617 $ i la renda mediana per família de 24.010 $. Els homes tenien una renda mediana de 29.000 $ mentre que les dones 16.979 $. La renda per capita de la població era de 14.119 $. Entorn del 15,2% de les famílies i el 21,1% de la població estaven per davall del llindar de pobresa.

## Poblacions més properes
El següent diagrama mostra les poblacions més properes.